# Haplocanthosaurus priscus
Haplocanthosaurus priscus es una especie y tipo del género extinto Haplocanthosaurus (gr. "lagarto de espinazo simple"), que vivió a finales del período Jurásico, hace aproximadamente 156 y 144 millones de años, en el Kimmeridgiense y el Titoniense, en lo que es hoy Norteamérica. A principios de siglo XX, se descubrieron dos esqueletos incompletos en Colorado, Estados Unidos, los cuales fueron descritos en 1903 como Haplocanthus priscus. Al estar ocupado el nombre por un pez acantodio, se cambió a Haplocanthosaurus utterbacki y luego a H. priscus en 1903, manteniendo el nombre original de la especie. Sin embargo, el nombre no estaba preocupado es un sentido técnico absoluto, puesto que había una variación en el deletreo: el pez fue nombrado Haplacanthus Louis Agassiz en 1845, no Haplocanthus. Por lo que Haplocanthus seguía siendo el nombre un válido para este dinosaurio, el error de no fue notado hasta muchos años después de que el nombre Haplocanthosaurus se hubiera fijado en la literatura científica. Cuando el error finalmente fue descubierto, una petición fue enviada al ICZN, el cuerpo que gobierna nombres científicos en zoología, que desechó oficialmente el nombre Halplocanthus y declaró Haplocanthosaurus el nombre oficial según la opinión #1633 de la ICZN.